# Bathocyroe
Bathocyroe är ett släkte av kammaneter. Bathocyroe ingår i familjen Bathocyroidae.
Bathocyroe är enda släktet i familjen Bathocyroidae.
Kladogram enligt Catalogue of Life:
| Bathocyroe | \| \| Bathocyroe fosteri \| \| \| \| \| \| Bathocyroe paragaster \| \| \| \| |
|            | \| \| Bathocyroe fosteri \| \| \| \| \| \| Bathocyroe paragaster \| \| \| \| |
|            | Bathocyroe fosteri                                                           |
|            |                                                                              |
|            | Bathocyroe paragaster                                                        |
|            |                                                                              |